# 伊集院町徳重
伊集院町徳重（いじゅういんちょうとくしげ）は、鹿児島県日置市の大字。旧薩摩国日置郡伊集院郷徳重村、日置郡中伊集院村大字徳重、日置郡伊集院町大字徳重。伊集院町徳重一丁目から伊集院町徳重三丁目及び伊集院町徳重がある。郵便番号は899-2502。人口は1,930人、世帯数は684世帯（2015年10月1日現在）。

## 地理
日置市の東部、神之川中流域に位置している。字域の北方には伊集院町郡、伊集院町郡一丁目、伊集院町郡二丁目、伊集院町妙円寺、南方には伊集院町下谷口、東方には伊集院町猪鹿倉、伊集院町猪鹿倉一丁目、西方には伊集院町大田、伊集院町寺脇がそれぞれ接している。
字域の南部を東西に鹿児島本線が通っており、伊集院駅が所在している。鹿児島本線の一部に沿って鹿児島県道24号鹿児島東市来線が通っており、鹿児島県道301号伊集院停車場線が南北に通っている。西部には鹿児島県道37号伊集院日吉線が南北に通っている。
中央部には島津義弘が祀られている徳重神社が所在しており、妙円寺詣りの際は賑わっている。

## 歴史

### 成立から町村制施行まで
徳重という地名は鎌倉時代より見え、薩摩国伊集院のうちであった。江戸時代には薩摩国日置郡伊集院郷（外城）のうちであった。村高は「由緒再撰調」では636石余、「天保郷帳」では585石余、「旧高旧領取調帳」では641石余であった。
島津義弘は幼時を当地で過ごしていたことから、村内の妙円寺を菩提寺と定め、自分の木像を安置した上に500石余を妙円寺に寄贈した。しかし明治初期に起こった廃仏毀釈によって妙円寺の跡地に徳重神社が創建された。

### 町村制施行以降
1889年（明治22年）4月1日に町村制が施行されたのに伴い、徳重村の区域は中伊集院村の大字「徳重」となった。1922年（大正11年）には中伊集院村が町制施行し、伊集院町の大字となった。
1979年（昭和54年）10月8日に妙円寺団地の区域にあたる区域において大字が設置され、大字郡（現在の伊集院町郡）のうち字立野・宇都平・中迫・分亀・舟床原・木原迫・中木原・木原ノ原、大字徳重のうち字西原・内尾迫・一本松・大木原・鬼ヶ瀬戸・長迫・平原ノ上、大字野田（現在の伊集院町野田）のうち字小堀・東原、大字下神殿（現在の伊集院町下神殿）のうち字尾見鳥の各一部より妙円寺一丁目、大字徳重のうち字後ノ迫・小木原・今平・西原・長迫・崩掛・平原、大字野田のうち字永宇都・中迫・川畔・細筆・小堀・東原・川路山・西原の各一部より妙円寺二丁目、大字徳重のうち字一本松、大字野田のうち東原・川路山、大字下神殿のうち字尾見鳥・大字桑畑（現在の伊集院町桑畑）のうち字樋掛・松ヶ迫・桑迫の各一部より妙円寺三丁目がそれぞれ設置された。1997年（平成9年）には大字徳重字北俣の一部を大字郡字前田、大久保に編入した。
2005年（平成17年）5月1日に伊集院町が日置郡東市来町、吹上町、日吉町と合併し日置市が成立した。この合併に先立って設置された法定合併協議会である「日置中央合併協議会」において大字名については「字の区域は、現行どおりとし、現行の字の名称の前に当該字の属する合併前の町の名称を付し、字の名称を変更する。」と協定された。合併日の2005年（平成17年）5月1日に鹿児島県の告示である「 字の名称の変更」が鹿児島県公報に掲載された。この告示の規定に基づき即日大字の名称変更が行われ、大字名が「徳重」から「伊集院町徳重」に改称された。
2015年（平成27年）7月24日に伊集院町徳重、伊集院町猪鹿倉、伊集院町郡の各一部の区域を事業区域とする伊集院都市計画事業徳重土地区画整理事業が換地処分され、翌日の7月25日には字界及び地番変更が行われ、伊集院町郡及び伊集院町猪鹿倉、伊集院町徳重の各一部より「伊集院町徳重一丁目」、伊集院町徳重及び伊集院町猪鹿倉の各一部より「伊集院町徳重二丁目」、伊集院町徳重の一部より「伊集院町徳重三丁目」が設置され、伊集院町徳重及び伊集院町猪鹿倉の一部より伊集院町猪鹿倉一丁目が設置された。

### 字域の変遷
| 実施後                       | 実施年             | 実施前                 |
| ---------------------------- | ------------------ | ---------------------- |
| 大字妙円寺一丁目（新設）     | 1979年（昭和54年） | 大字郡（一部）         |
| 大字妙円寺一丁目（新設）     | 1979年（昭和54年） | 大字徳重（一部）       |
| 大字妙円寺一丁目（新設）     | 1979年（昭和54年） | 大字野田（一部）       |
| 大字妙円寺一丁目（新設）     | 1979年（昭和54年） | 大字下神殿（一部）     |
| 大字妙円寺二丁目（新設）     | 1979年（昭和54年） | 大字徳重（一部）       |
| 大字妙円寺二丁目（新設）     | 1979年（昭和54年） | 大字野田（一部）       |
| 大字妙円寺三丁目（新設）     | 1979年（昭和54年） | 大字徳重（一部）       |
| 大字妙円寺三丁目（新設）     | 1979年（昭和54年） | 大字野田（一部）       |
| 大字妙円寺三丁目（新設）     | 1979年（昭和54年） | 大字下神殿（一部）     |
| 大字妙円寺三丁目（新設）     | 1979年（昭和54年） | 大字桑畑（一部）       |
| 大字郡字前田、大久保（編入） | 1997年（平成9年）  | 大字徳重字北俣         |
| 伊集院町徳重一丁目（新設）   | 2015年（平成27年） | 伊集院町徳重（一部）   |
| 伊集院町徳重一丁目（新設）   | 2015年（平成27年） | 伊集院町郡（一部）     |
| 伊集院町徳重一丁目（新設）   | 2015年（平成27年） | 伊集院町猪鹿倉（一部） |
| 伊集院町徳重二丁目（新設）   | 2015年（平成27年） | 伊集院町徳重（一部）   |
| 伊集院町徳重二丁目（新設）   | 2015年（平成27年） | 伊集院町猪鹿倉（一部） |
| 伊集院町徳重三丁目（新設）   | 2015年（平成27年） | 伊集院町徳重（一部）   |
| 伊集院町猪鹿倉一丁目（新設） | 2015年（平成27年） | 伊集院町猪鹿倉（一部） |
| 伊集院町猪鹿倉一丁目（新設） | 2015年（平成27年） | 伊集院町徳重（一部）   |

## 人口

### 丁目・字別
伊集院町徳重・伊集院町徳重一丁目・伊集院町徳重二丁目・伊集院町徳重三丁目の人口・世帯数である。
| 丁目・字           | 人口  | 世帯数 |
| ------------------ | ----- | ------ |
| 伊集院町徳重       | 1,071 | 684    |
| 伊集院町徳重一丁目 | 447   | 161    |
| 伊集院町徳重二丁目 | 237   | 80     |
| 伊集院町徳重三丁目 | 387   | 128    |

### 国勢調査
以下の表は国勢調査による小地域集計が開始された1995年以降の人口の推移である。
| 統計年             | 統計年 | 人口  | 人口 |
| ------------------ | ------ | ----- | ---- |
| 1995年（平成7年）  | [ 12 ] | 2,222 |      |
| 2000年（平成12年） | [ 13 ] | 2,000 |      |
| 2005年（平成17年） | [ 14 ] | 2,393 |      |
| 2010年（平成22年） | [ 15 ] | 2,696 |      |
| 2015年（平成27年） | [ 3 ]  | 3,001 |      |

## 施設

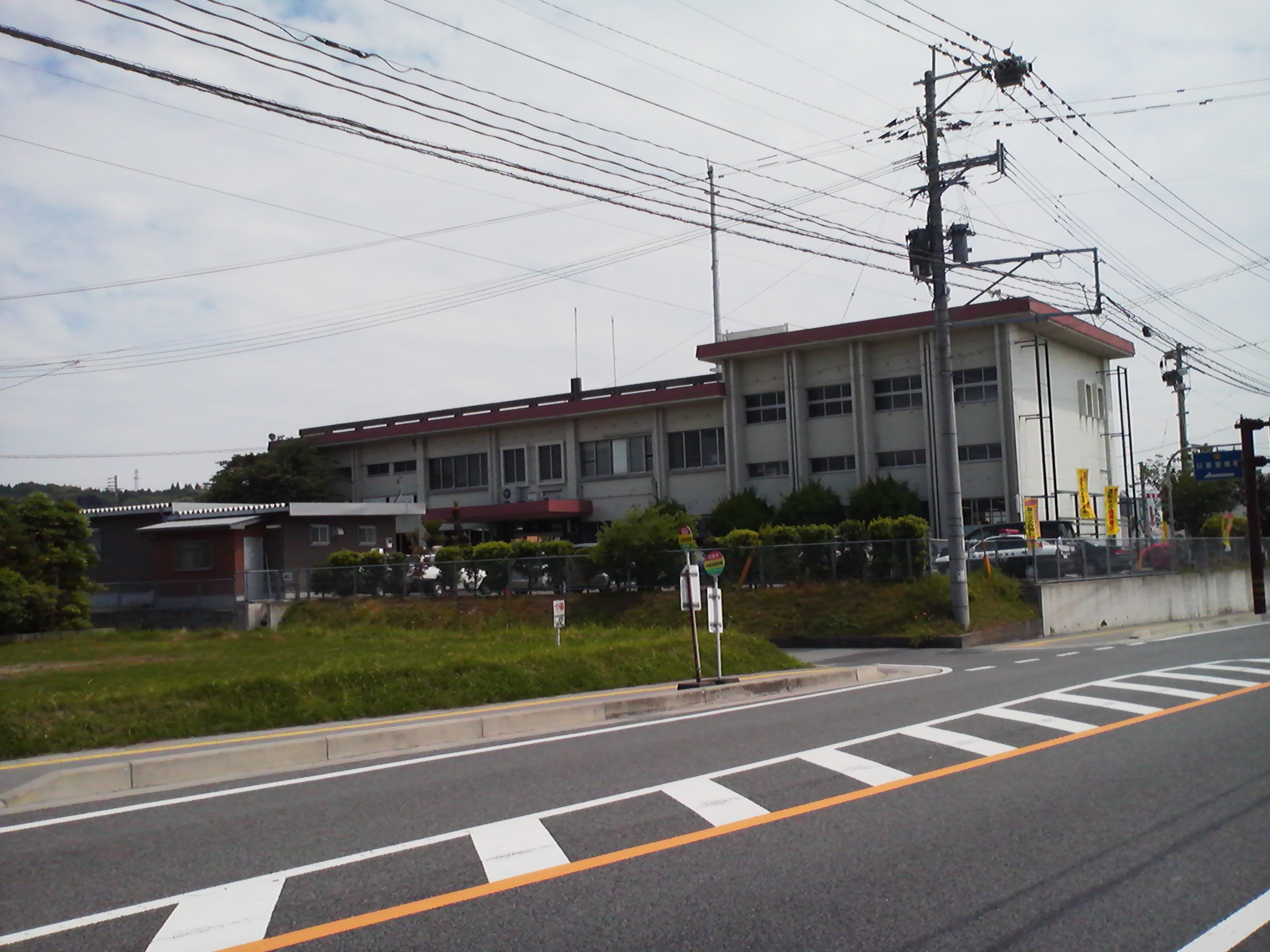
日置警察署

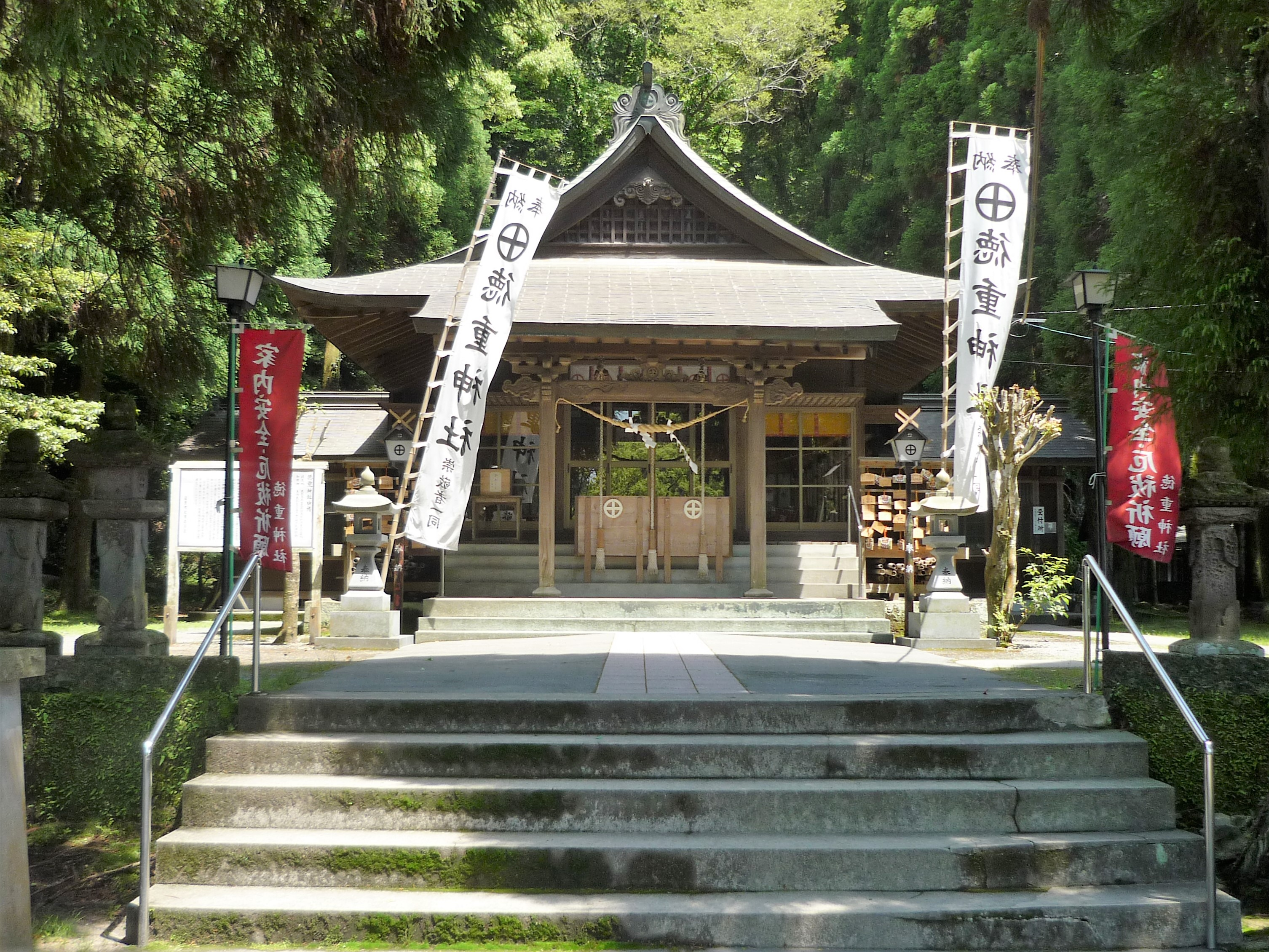
徳重神社

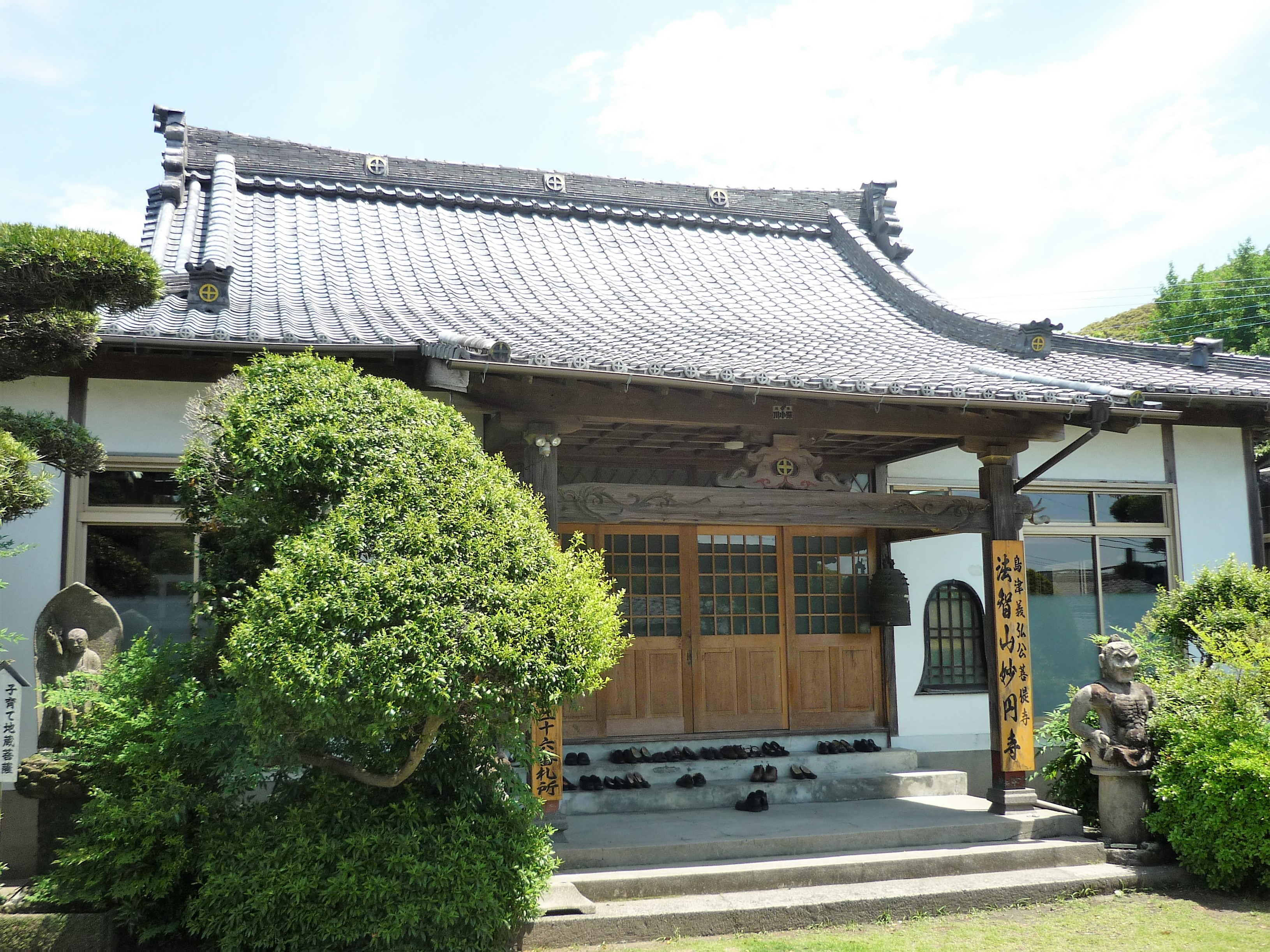
妙円寺

### 公共
- 鹿児島県警察日置警察署[16]
- 鹿児島県警察日置警察署伊集院駅前交番[16]
- 日置市消防本部
  - 日置市消防署
- 日置市伊集院弓道場

### 寺社
- 徳重神社
- 妙円寺

## 小・中学校の学区
市立小・中学校に通う場合、学区（校区）は以下の通りとなる。
| 大字         | 番地 | 小学校               | 中学校               |
| ------------ | ---- | -------------------- | -------------------- |
| 伊集院町徳重 | 全域 | 日置市立伊集院小学校 | 日置市立伊集院中学校 |

## 交通

### 道路
主要地方道
- 鹿児島県道24号鹿児島東市来線
- 鹿児島県道37号伊集院日吉線

一般県道
- 鹿児島県道301号伊集院停車場線

### 鉄道
九州旅客鉄道
- 伊集院駅